# Energy (singel Keri Hilson)
"Energy" – piosenka R&B stworzona przez Keri Hilson, The-Dream'a, Louisa Biancaniello, Rico Love'a, Sama Wattersa i Wayne'a Wilkinsa na debiutancki album studyjny Hilson, In a Perfect World... (2009). Wyprodukowany przez The Runaways, utwór wydany został jako pierwszy singel z krążka dnia 26 lipca 2008 w Stanach Zjednoczonych w systemie digital download. Premiera kompozycji za pośrednictwem airplay miała miejsce dnia 5 sierpnia 2008. W Wielkiej Brytanii "Energy" wydany został jako trzeci singel promujący wydawnictwo dnia 14 września 2009.

## Teledysk
Teledysk do singla reżyserowany był przez Melinę Matsoukas oraz został wyprodukowany przez Wohna Wintera. Nagrany głównie na ringu, ukazuje Hilson jako bokserkę, której kochanek jest trenerem. Artystka stara się uratować swój rozpadający związek, jednak pod koniec klipu zdaje sobie sprawę z faktu, iż jej wysiłek jest bezowocny. Podczas trwania teledysku widać sceny, w których Hilson kłóci się ze swoim partnerem w apartamencie, ćwiczy na siłowni, śpiewa w szatni oraz pod ścianą.
Klip miał premierę dnia 14 lipca 2008 za pośrednictwem strony internetowej MTV.com. Swoją brytyjską premierę teledysk odbył dnia 3 sierpnia 2009 na tamtejszych kanałach muzycznych.

## Listy utworów i formaty singla
Amerykański promocyjny CD singel
1. "Energy" (Wersja główna) – 3:30
2. "Energy" (Wersja instrumentalna) – 3:30
3. "Energy" (Acappella) – 3:17

Międzynarodowy CD singel
1. "Energy" (Ostateczna wersja główna) – 3:28
2. "Energy" (Wideboys radio mix) – 3:04

## Pozycje na listach
| Lista przebojów (2008)              | Najwyższa pozycja |
| ----------------------------------- | ----------------- |
| Nowa Zelandia RIANZ Singles Chart   | 2                 |
| Szwajcaria Singles Chart            | 64                |
| USA Billboard Hot 100               | 78                |
| USA Billboard Hot R&B/Hip-Hop Songs | 21                |
| USA Billboard Pop 100               | 72                |

| Lista przebojów (2009) | Najwyższa pozycja |
| ---------------------- | ----------------- |
| UK Singles Chart       | 57                |